# Comarque d'Oviedo
La comarque d'Oviedo est l'une des huit comarques fonctionnelles ou aires de planification territoriale qui devraient voir le jour après l'accès au statut d'autonomie des Asturies. Elle comprend les consejos (communes) d'est en ouest :
- Cabranes ;
- Nava ;
- Sariego ;
- Bimenes ;
- Siero ;
- Noreña ;
- Oviedo ;
- Llanera ;
- Las Regueras ;
- Ribera de Arriba ;
- Morcín ;
- Riosa ;
- Santo Adriano ;
- Grado ;
- Quirós ;
- Teverga ;
- Proaza ;
- Yernes y Tameza ;
- Somiedo ;
- Salas.